# 龍頭橋

龍頭橋（りゅうずばし）は、大分県杵築市の八坂川に架けられた橋で、1912年（明治45年）に竣工した現存する日本最古の石造沈下橋（沈み橋）である。

## 概要
八坂川の上流部に架かる11径間の石造の沈下橋で、橋長61.5m、橋幅3.0m。日本最古であることが評価されて、2007年に社団法人土木学会によって土木学会選奨土木遺産に認定されている。

## 最古の沈下橋
従来、日本における現存最古の沈下橋は1935年（昭和10年）に四万十川に架けられた一斗俵橋であるとされていた。しかしながら、近年の調査によって、大分県内には数多くの沈下橋が残っており、中には明治時代や大正時代に架けられたものもあることが分かってきた。
そのような調査で確認された中では、1876年（明治9年）に八坂川に架けられた永世橋（ながせばし）が日本最古の沈下橋であるとされた。この橋は龍頭橋よりも下流に架かっていたが、2004年9月29日に台風21号による増水のため流失した。
このため、現在は、1912年（明治45年）に竣工した龍頭橋が、現存する日本最古の石造沈下橋とされている。

## 交通
- JR九州日豊本線中山香駅から徒歩で約15分